# ジョヴァンニ・バッティスタ・ドナティ

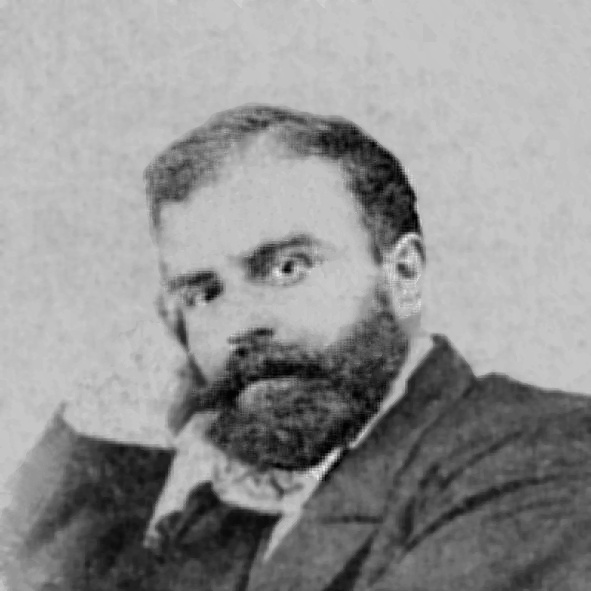
ジョヴァンニ・バッティスタ・ドナティ

ジョヴァンニ・バッティスタ・ドナティ（Giovanni Battista Donati、1826年12月16日 – 1873年9月20日）は、イタリアの天文学者。
ピサに生まれた。ピサ大学で学んだ後、1852年にフィレンツェの天文台のスタッフとなり、1864年から所長となった。1854年から1864年の間に6個の彗星を発見した。その中には見かけの明るさが0等級に達したドナティ彗星 (C/1858 L1)が含まれる。彗星のスペクトル観測を行い彗星が太陽に接近する時、スペクトルが変化することを発見し、太陽に近づき暖められることによって、太陽光の反射でなく放射光を発することを発見した。
フィレンツェで腺ペストのため没した。
月のクレーターにドナティの名が付けられた。小惑星(16682)ドナティにも命名された。